# Élections générales nicaraguayennes de 2006
Les élections générales nicaraguayennes de 2006 se sont déroulées le 5 novembre 2006 au Nicaragua. Les électeurs se sont rendus aux urnes pour élire 92 membres de l'Assemblée nationale ainsi que le président de la République, tous pour un mandat de cinq ans. 
Selon les résultats finaux, Daniel Ortega (FSLN) est élu avec 37,99 % des votes en sa faveur, contre 28,30 % pour Eduardo Montealegre (ALN), 20,33 % pour José Rizo (PLC), 7,50 % pour Edmundo Jarquín (MRS), et seulement 0,29 % pour Eden Pastora (AC).

## Contexte
Les partis de droite ont dominé le paysage politique nicaraguayen depuis l'indépendance en 1838. Depuis cette date, les antagoniques partis démocrates et légitimistes, libéraux et conservateurs se sont succédé au gouvernement à l'exception du régime sandiniste entre 1979 et 1990.
Ce système bipartite, avec deux partis politiques majeurs, a survécu jusqu'à nos jours à la différence que les deux forces rivales d'aujourd'hui sont le FSLN et la force démocratique auto-proclamée (anti-Sandinistes).
Pendant 16 années, l'Union nationale opposante (UNO) en 1990, l'Alliance libérale (AL) en 1996 et le Parti libéral constitutionnaliste (PLC) en 2001 avaient tous réussi à l'emporter face au candidat du Front sandiniste de libération nationale (FSLN), Daniel Ortega Saavedra dans trois élections présidentielles consécutives.
L’ambassadeur américain s'est investi dans la campagne, avertissant qu'un retour au pouvoir des Sandinistes entraînerait une suspension des aides et de la coopération américaine.